# Der Monddiamant (1974)
Der Monddiamant ist ein deutscher zweiteiliger Fernseh-Kriminalfilm nach dem gleichnamigen Roman von Wilkie Collins (englischer Originaltitel: The Moonstone).

## Handlung
Die Handlung entspricht größtenteils der Romanvorlage. Eine kritische Auseinandersetzung mit sozialen und politischen Fragen, etwa dem Kolonialismus, findet im Gegensatz zum Roman aber nicht statt, siehe dazu: Der Monddiamant#Themen und gesellschaftlicher Hintergrund.
Lady Jane Verinder bekommt an ihrem 18. Geburtstag einen riesigen Diamanten vererbt. Ihr Onkel, der als Offizier in Britisch-Indien diente, stahl ihn einst von der Stirn einer heiligen Statue. Janes Vetter Franklin Blake soll ihr nun den Diamanten überreichen. Er ist in sie verliebt, und auch sie gesteht ihm ihre Zuneigung, obwohl sie schon so gut wie verlobt mit ihrem anderen Vetter Godrey Ablewhite ist. Franklin betrinkt sich und fängt einen Streit mit Dr. Candy, dem alten Hausarzt der Familie, an. Später am Abend bietet Candy ihm jedoch zur Versöhnung ein Glas Punsch an.
Als am nächsten Morgen der Diamant verschwunden ist, geraten zunächst drei Inder in Verdacht, die in der Nähe des Herrenhauses gesehen wurden. Sie haben aber ein Alibi, sodass nur die im Haus übernachtenden als Täter in Frage kommen. Die Hausangestellte Rosanna, die heimlich in Franklin verliebt ist, gerät wegen ihrer Schweigsamkeit und ihres seltsamen Verhaltens in Verdacht. Sie nimmt sich das Leben. Der aus London nach Yorkshire anreisende Scotland-Yard-Ermittler Sergeant Cuff hält sie jedoch nicht für die Täterin, sondern glaubt, der Diamant sei gar nicht gestohlen worden, sondern Jane habe ihn versteckt. Er glaubt, sie wolle ihn bei einem bestimmten Pfandleiher versetzen, um Schulden zu bezahlen. Als dieser Pfandleiher und Godfrey am selben Tag von den Indern überfallen werden, gerät Godfrey in Verdacht.
Franklin wird krank, und als er in Gegenwart seines Arztes im Fieber redet, gibt er unbewusst entscheidende Hinweise zum Ablauf der Tat. Dadurch gelingt es Sergeant Cuff, Franklin und dem Rechtsanwalt Bruff, auch mit Hilfe eines hinterlassenen Briefes von Rosanna, den Fall aufzuklären: Dr. Candy hat Franklin mit einem Gift in seinem Punsch sowie mit seinem starren Blick hypnotisiert, sodass er den nächtlichen Diebstahl unbewusst beging. Jane beobachtete dies, und auch Rosanna wusste wegen eines Flecks auf Franklins Hemd Bescheid, beide wollten ihn aber nicht verraten. Der hochverschuldete Godrey stahl Franklin noch in derselben Nacht den Diamanten und versetzte ihn bei dem Pfandleiher. Als die Frist der Beleihung abläuft, werden Godfrey und der Pfandleiher gleichzeitig ermordet, und zwar von den Indern, denen der Stein heilig ist und die ihn am Ende in ihre Heimat zurückbringen und ihn der Statue wieder einsetzen.

## Produktion
Der Film wurde 1973 vom WDR gedreht und am 25. und 26. Dezember 1974 zum ersten Mal ausgestrahlt. Er war einer von Wilhelm Semmelroths sogenannten Plüschkrimis und die dritte seiner insgesamt vier Wilkie-Collins-Verfilmungen.
Die Außenaufnahmen wurden auf Athelhampton Hall (Dorset), in Cornwall, Windsor und London gedreht.
Das Rundfunkorchester des WDR sowie Bruno Hoffmann an der Glasharfe spielten die Filmmusik ein.
2009 erschien der Film bei Studio Hamburg Enterprises in der Reihe Straßenfeger auf DVD.

## Rezeption
„Pflichtprogramm für Fernsehnostalgiker [...] leicht angestaubt, aber charmant.“

„Nichts von der phantastischen Puzzle-Kunst des großen Collins, [...] statt dessen bot Semmelroth dreieinhalb Stunden Oberflächlichkeit und endloses Salbadern, eine Art Talk-Show vor wechselnden Tableaus zur Frage: Wer hat den Mondstein beiseite geschafft? [...] Und auch die zwei Leichen, die knapp vorm sonntäglichen Happy-End doch noch auf der Strecke blieben, konnten da, of corpse, nichts mehr retten: Die Handlung war jämmerlich zerfleddert, das letzte Restchen Spannung dahin. [...]
Jammerschade um das edle Collins-Juwel, an dem sich Semmelroth mit frevelnder Hand vergriff.“